# ハインツ・ザウアー
ハインツ・ザウアー（Heinz Sauer、1932年12月25日 - ）は、ドイツのサクソフォーン奏者である。
独学で、1950年代に地元・フランクフルトでテナー・サクソフォーンを演奏するようになり音楽キャリアをスタートした。彼は長年、ヘッセン放送ジャズ・アンサンブル、ジャーマン・オールスターズといったアルベルト・マンゲルスドルフのアンサンブルで演奏した。彼はボブ・ディーゲンと頻繁に仕事をし、ラルフ・ヒューブナー、ギュンター・レンツ、ステファン・シュモルク、マンフレート・ショーフなどのミュージシャンと共演したりレコーディングしたりしている。1990年代に彼は、サクソフォーンを電子処理して使用する実験を開始した。2000年代にはとりわけ、クリストファー・デル（ヴィブラフォン）、バートラム・リッター（パーカッション）とのトリオや、ミハイル・ウォルニーとのデュオで演奏した。彼は「Deutscher Jazzpreis」（1999年）、「SWR-Jazzpreis」（2008年）、「Deutscher Schallplattenpreis」（「ドイツ・レコード批評家賞」）などの名誉あるドイツの賞をいくつか受賞している。

## ディスコグラフィ

### リーダー・アルバム
- Isolation Row (1978年、Musicians)
- 『エリントニア・リヴィジテッド!』 - Ellingtonia Revisited! (1980年、L+R) ※with ボブ・ディーゲン
- 『ブルース・アフター・サンライズ』 - Blues After Sunrise (1983年、L+R) ※with ボブ・ディーゲン
- 『メタル・ブロッサムズ』 - Metal Blossoms (1984年、L+R)
- 『チェリー・バット』 - Cherry Bat (1989年、Enja)
- Lost Ends (1993年、Free Flow Music)
- 『エターナル・ヴェリティーズ』 - Eternal Verities (1995年、L+R) ※with ペーター・ライター、フリッツ・ハーツチュ
- Exchange (1995年、Free Flow Music)
- Exchange 2 (1999年、Free Flow Music)
- Melancholia (2005年、ACT) ※with ミハイル・ウォルニー
- Certain Beauty (2006年、ACT) ※with ミハイル・ウォルニー
- The Journey (2008年、ACT) ※with アルベルト・マンゲルスドルフ、ボブ・ディーゲン、ミハイル・ウォルニー
- If (Blue) Then (Blue) (2010年、ACT) ※with ミハイル・ウォルニー、ヨアヒム・キューン
- 『プラザ・ロスト・アンド・ファウンド』 - Plaza Lost And Found (2012年、L+R) ※with ボブ・ディーゲン
- Don't Explain (2012年、ACT) ※with ミハイル・ウォルニー
- Hamburg Episode - Live At Fabrik (2015年、Art of Groove) ※with ヤスパー・ファントフ
- Europaischer Jazz 2016 (2016年、Infraserv Hochst) ※with ヤスパー・ファントフ
- Sweet Reason (2018年、Jazzwerkstatt) ※ウーヴェ・オバーグ